# Siberische landsalamander
De Siberische landsalamander (Salamandrella keyserlingii), ook wel Keyserlings salamander is een salamander uit de familie Aziatische landsalamanders of Hynobiidae. De soort werd voor het eerst wetenschappelijk beschreven door Benedykt Dybowski in 1870.

## Algemeen
De salamander is in meerdere opzichten een bijzondere soort, die eigenlijk in Azië voorkomt, maar een deel van het verspreidingsgebied strekt zich uit tot delen van Rusland in Europa, aan de voet van de Oeral. Het is de meest noordelijk voorkomende salamandersoort ter wereld, de meest noordelijke populatie is te vinden in Jakoetië, op 72 graden noorderbreedte. De salamander is zeer goed bestand tegen lage temperaturen, en wordt wel aangetroffen in de smeltwaterbronnen op een bevroren bodem. Het komt voor dat de voortplantingswateren 's nachts bevriezen. Ook de overwinteringsplaatsen, waarbij de salamanders soms massaal worden aangetroffen, bevriezen weleens zonder dat de dieren hier last van hebben.
Het voedsel bestaat uit insecten en de larven, slakken, vlokreeftjes en spinnen. Vooral kevers en de larven en poppen van vliegende insecten zijn aangetroffen in de maag. Vijanden van de salamander zijn niet bekend, maar de larven worden belaagd door egels en waterkeverlarven en zijn ook aangetroffen in de maag van de adder.

## Uiterlijke kenmerken
De mannetjes worden in tegenstelling tot de meeste salamanders groter dan de vrouwtjes, respectievelijk 13 centimeter en 16 centimeter. De dieren zijn seksueel dimorf, de staartlengte is naar verhouding korter dan het lichaam bij mannetjes, en juist langer dan het lichaam bij vrouwtjes. De 12 tot 15 costale groeven ('ribbels' aan de flanken) lopen door tot op de buik. Het aantal tenen varieert, meestal 4 maar vaak komen 3 tenen ook voor, soms 5 per poot. De kleur is meestal bruin tot donkerbruin met een metaalachtige blauwe gloed op de flanken. Op het midden van de rug is een zeer brede lichtere lengtestreep aanwezig die goed opvalt vanwege een donkere omzoming, deze loopt door tot achteraan de staart. De poten zijn bruin en hebben net als de flanken kleine lichtere tot gele stippen. De kop is rond en duidelijk afgesnoerd van de romp, de ogen zijn niet bolvormig maar wat afgeplat en kikker-achtig. De staart is ook buiten de waterfase zijdelings afgeplat maar bij de staartwortel ovaal in doorsnede. Tijdens de waterfase krijgen de mannetjes een duidelijk zichtbare staartzoom en een opgezwollen cloaca.

## Verspreiding en habitat
De Siberische landsalamander komt voor in Azië en een klein deel van Europa, in de landen China, Japan, Noord- en Zuid-Korea, Mongolië en Rusland. De soort is te vinden in alle mogelijke habitats vanwege het grote aanpassingsvermogen, behalve in dichte bossen. Verder wordt de salamander in steppen, open plekken in bossen, moerassen, beekdalen en graslanden. Ook qua voortplantingswater is de soort niet kieskeurig, van vijvers, rivieren, overstroomde uiterwaarden of graslanden, maar ook kleinere wateren als drainageputten of bronnen zijn geschikt. Alleen tijdens de voortplantingsperiode zijn de dieren in het water te vinden, daarbuiten leven ze uitsluitend op het land, onder houtblokken, stenen, in vermolmd hout of in de strooisellaag tussen het mos.

## Voortplanting
De start van het voortplantingsseizoen hangt samen met de streek waarin de salamander leeft, maar er zijn gevallen bekend waarbij de dieren onder de sneeuwlaag trokken naar het voortplantingswater. Het vrouwtje zet eenmaal aangekomen de eitjes af in spiraalvormige gelei-achtige eierzakken tussen de waterplanten. Een paring heeft er dan nog niet plaatsgevonden; de eitjes zijn bevrucht met het zaad van het vorige jaar, dat wordt opgeslagen in de eileiders en 8 tot 10 maanden actief kan blijven. Na het afzetten van de eitjes vindt de paring plaats, waarbij de mannetjes een uren durende paringsdans uitvoeren door met de staart zijwaartse bewegingen te maken. Het mannetje draagt zijn sperma niet over in een spermatofoor, maar in de vorm van kleine klompjes die door het vrouwtje worden opgenomen. Zo'n 12 tot 27 dagen komen de eitjes uit, de larven zijn dan 10 tot 12 millimeter lang. De snelgroeiende larven leven vooral van kleine op de bodem levende, plantenetende diertjes en bereiken na 43 tot 76 dagen hun uiteindelijke lengte van 3 tot 4,5 centimeter waarna de metamorfose plaatsvindt. Waarschijnlijk duurt het dan nog drie jaar voor de salamanders volwassen en geslachtsrijp zijn.